# Тит Квінкцій Криспін Валеріан
Тит Кві́нкцій Криспі́н Валеріа́н (? — 27) — політичний і державний діяч Римської імперії, консул-суффект 2 року.

## Життєпис
Походив з патриціанського роду Квінкціїв. Син Тита Квінкція Криспіна Сульпіціана, консула 9 року до н. е. Про життя Валеріана мало відомостей. Ймовірно не відігравав якоїсь помітної ролі у державі. У 2 році н. е. став консулом-суффектом разом з Публієм Корнелієм Лентулом Сципіоном. Разом із колегою побудував водопровід у Римі. у 14 році став членом колегії арвальських братів. Після цього не брав активної участі у державних справах.